# Cerianthidae
Cerianthidae es una familia de hexacorales marinos que pertenecen al orden Ceriantharia, dentro de la clase Anthozoa. 
Su aspecto es similar a las anémonas marinas, y frecuentemente confundidos con ellas. Se diferencian en que los Ceriantharia carecen de disco pedal, siendo puntiagudo el extremo inferior de su elástico cuerpo, que, mediante presión hidrostática se ensancha en forma de bulbo. Con estos movimientos, consigue enterrarse en sustratos blandos y anclarse, o desaparecer ante algún peligro. 
La familia se caracteriza por no poseer nematocistos especializados en su estructura interna. Tiene 3 géneros de los que se conocen la fase adulto y la de larva, pero hay más géneros de los que tan sólo se conoce la fase larvaria.

## Géneros

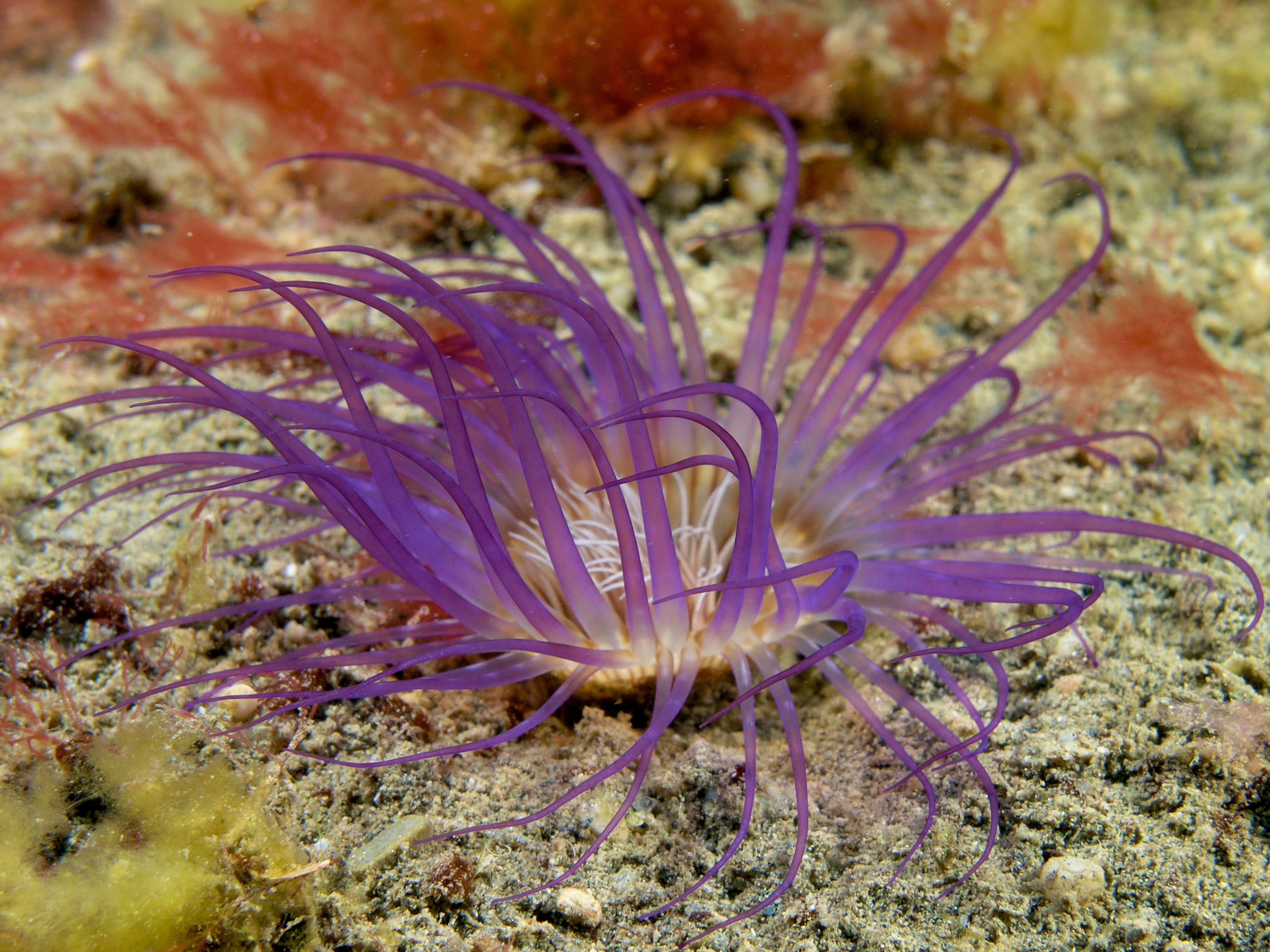
Anémona de tubos violeta.

El Registro Mundial de Especies Marinas reconoce los siguientes géneros:
- Anthoactis. Leloup, 1932
- Apiactis. Beneden, 1898
- Bursanthus Leloup, 1968
- Ceriantheomorphe Carlgren, 1931
- Ceriantheopsis. Carlgren, 1912
- Cerianthus. Delle Chiaje, 1830
- Engodactylactis Leloup, 1942
- Isodactylactis Carlgren, 1924
- Nautanthus Leloup, 1964
- Pachycerianthus. Roule, 1904
- Paradactylactis Carlgren, 1924
- Parovactis Leloup, 1964
- Peponactis Van Beneden, 1897
- Plesiodactylactis Leloup, 1942
- Sacculactis Leloup, 1964
- Solasteractis Van Beneden, 1897
- Synarachnactis. Carlgren, 1924
- Syndactylactis Carlgren, 1924
- Trichactis Leloup, 1964